# Eriochloa
Eriochloa là một chi thực vật có hoa trong họ Hòa thảo (Poaceae).

## Loài
Chi Eriochloa gồm các loài: